# Soyuz TMA-13M
Soyuz TMA-13M foi uma missão tripulada do programa espacial russo Soyuz, lançada em 28 de maio de 2014 para a Estação Espacial Internacional. Ela transportou três astronautas da Expedição 40  e marcou o 122.º voo de uma nave Soyuz, desde o primeiro lançamento em 1967. A nave permaneceu acoplada à estação espacial durante a Expedição 41 para servir de veículo de fuga em caso de emergência, até sua partida em novembro do mesmo ano.

## Tripulação
| Posição             | Cosmo/Astronauta |
| ------------------- | ---------------- |
| Comandante          | Maksim Surayev   |
| Engenheiro de voo 1 | Gregory Wiseman  |
| Engenheiro de voo 2 | Alexander Gerst  |

## Parâmetros da Missão
- Massa: 7.200 kg
- Perigeu: 412 km
- Apogeu: 417 km
- Inclinação: 51,65°
- Período orbital: 92,85 minutos

## Missão

### Preparativos
O foguete Soyuz-FG transportando a cápsula foi rolado para a plataforma de lançamento no site 1/5 do Cosmódromo de Baikonur em 26 de maio de 2014, dois dias antes do lançamento. A operação contou com a presença dos tripulantes reservas da missão, o russo Anton Shkaplerov, a italiana Samantha Cristoforetti e o norte-americano Terry Virts, já que a tripulação principal não estava presente porque isso é considerado como motivo de má sorte pela comunidade espacial.

### Lançamento, encontro e acoplagem
A Soyuz foi lançada com sucesso às 19:57 UTC de 28 de maio de 2014, e ao atingir a órbita cerca de nove minutos após o lançamento, TMA-13M começou as manobras para um encontro após quatro órbitas com a Estação Espacial Internacional. Cerca de seis horas de voo depois, ela acoplou-se com o módulo Rassvet da ISS às 01:44 UTC de 29 de maio. As escotilhas entre a nave e a estação foram abertas cerca de duas horas depois, às 3:52 UTC, quando ocorreu a cerimônia de boas-vindas à nova tripulação, que se uniu aos três astronautas que lá já estavam. A Soyuz permaneceu acoplada à ISS pelos quase seis meses seguintes.

### Retorno
Após cerca de 165 dias no espaço, a Soyuz fez a desacoplagem da ISS às 00:31 UTC de 10 de novembro de 2014, iniciando uma queima de motores de 4min 4s para queda progressiva de órbita, reentrando na atmosfera e pousando com sucesso às 03:58 UTC (10:58 hora local) num área de estepes a noroeste da cidade de Arkalyk, Casaquistão.

## Galeria

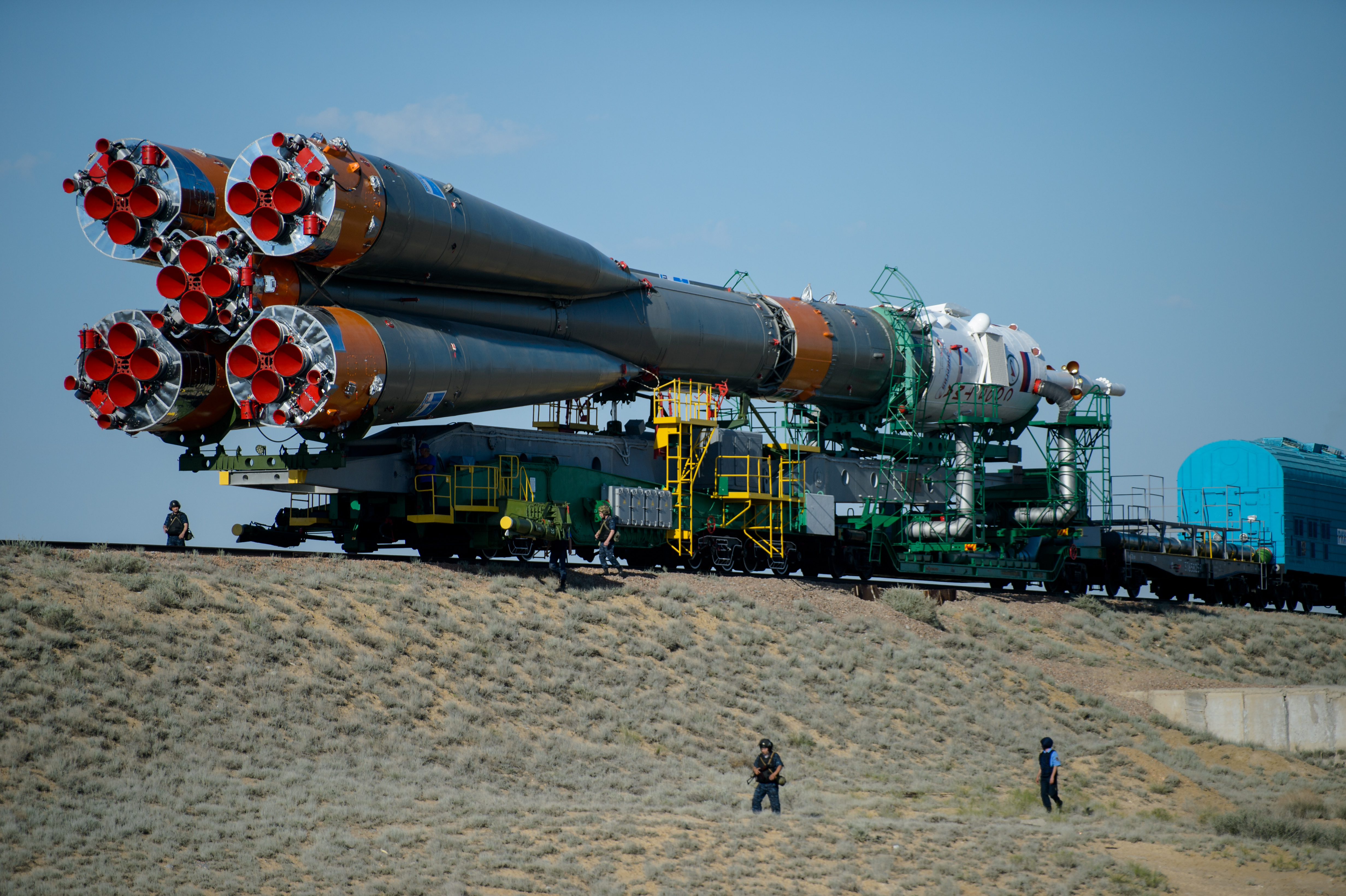
Transporte da espaçonave e do foguete até a plataforma de lançamento.
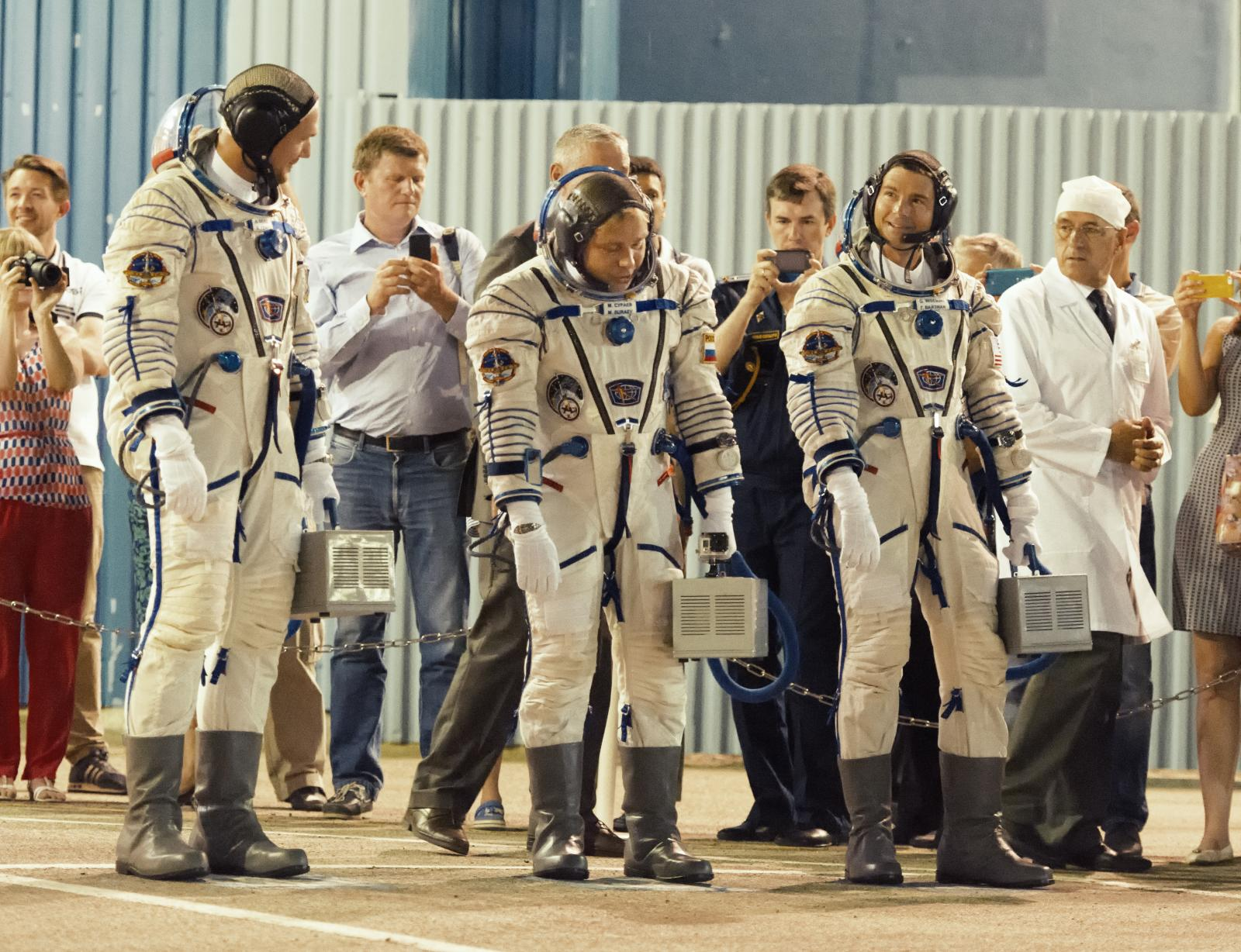
A tripulação se dirige para a plataforma de embarque.
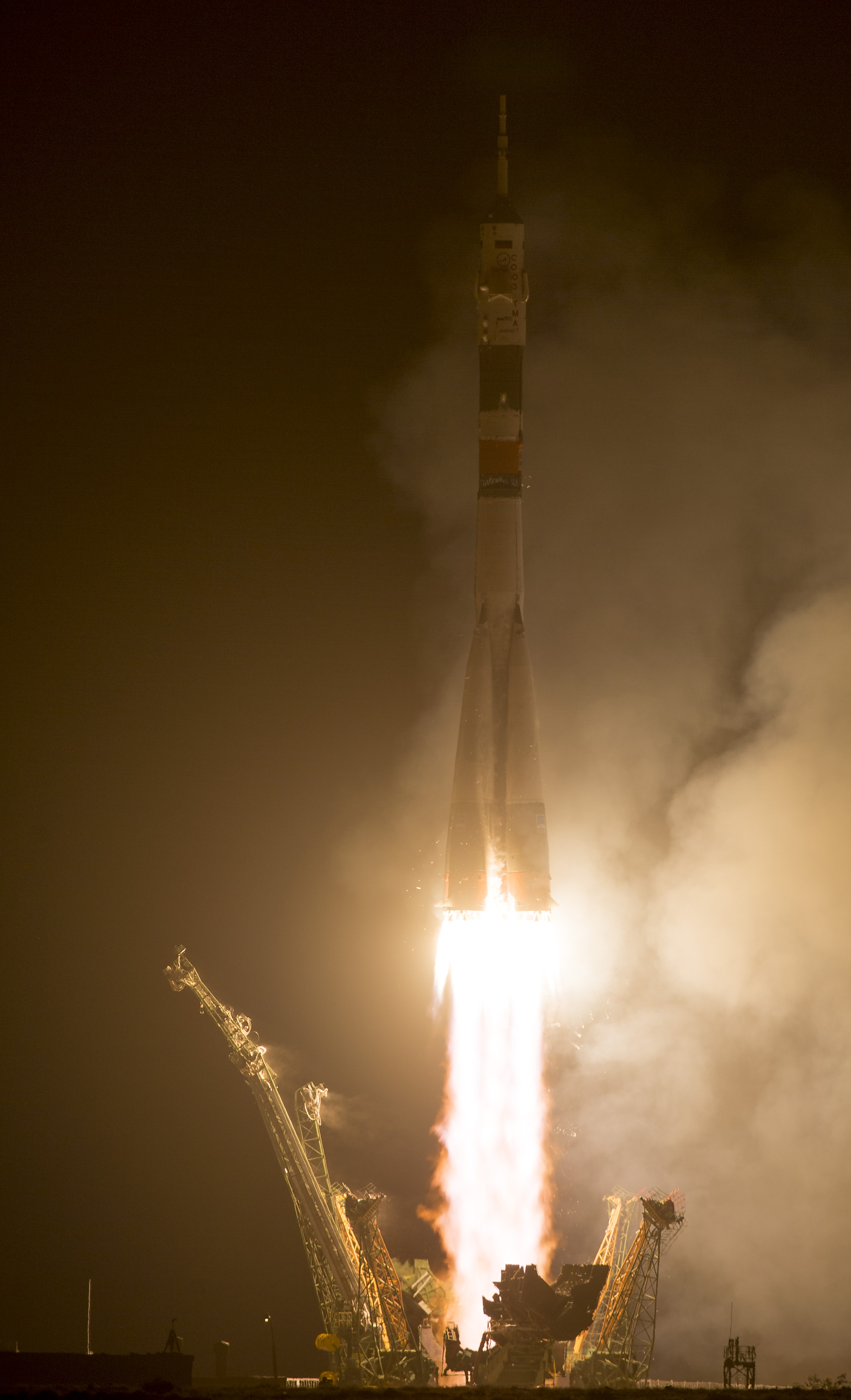
Lançamento do Cosmódromo de Baikonur.
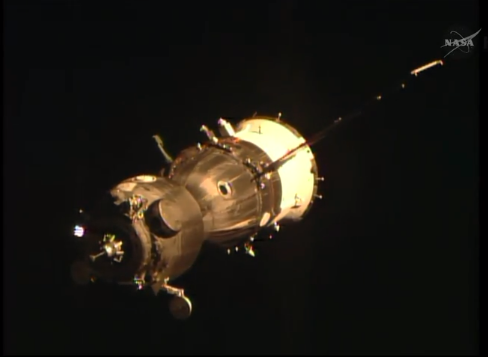
A TMA-13M se aproximando da ISS.
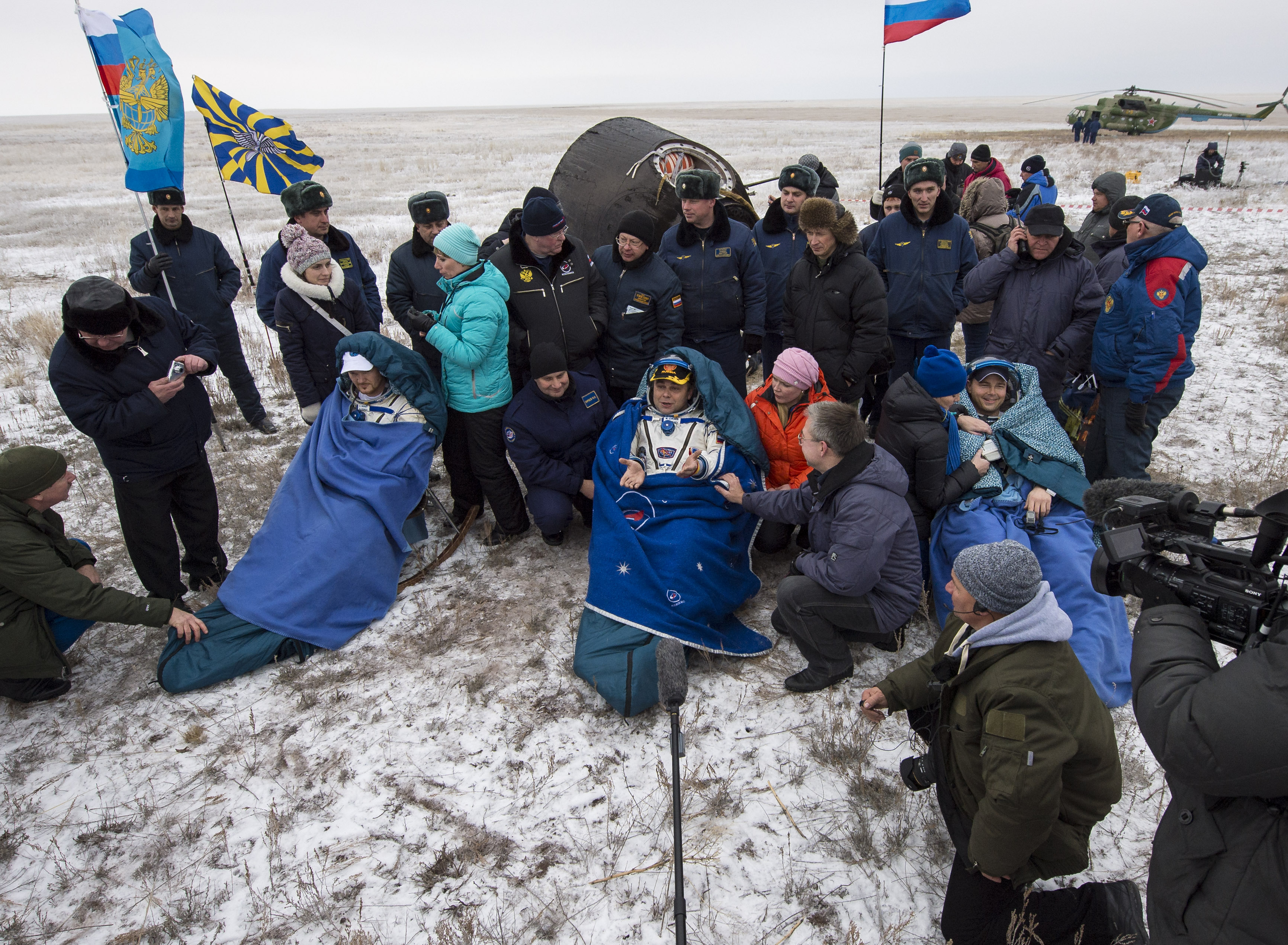
Tripulação da TMA-13M após a aterrissagem no Casaquistão.